# Астанов, Эльвин Амрах оглы
Эльвин Амрах оглы Астанов (азерб. Elvin Əmrah oğlu Astanov; род. 5 июля 1979, Кафанский район) — азербайджанский параатлет (толкатель ядра и копьеметатель), выступающий в категории F53, победитель летних Паралимпийских игр 2020 в Токио, чемпион Европы 2021 года. Также на Паралимпиаде в Токио Астанов установил рекорд Паралимпийских игр в толкании ядра, показав результат 8,77 метра.

## Биография
Эльвин Астанов родился 5 июля 1979 года в Кафанском районе Армянской ССР в семье крестьянина.
Дядя Эльвина и старшие братья Нурахим и Фарахим были спортсменами, из-за чего сам Эльвин с раннего детства стал пробовать свои силы в карате, борьбе и других видах боевых искусств. С точки зрения физической силы Эльвин отличался от своих сверстников. Во время Первой карабахской войны дядя Астанова погиб на фронте. В свои 15 лет Эльвин решил пойти добровольцем на фронт, но его заявления не принимали. В 18 лет Астанов пошёл в армию. После окончания службы в армии, стал работать в Министерстве внутренних дел. Астанов планировал поступить в Академию полиции, однако последующее ДТП изменило его планы.
В 2007 году недалеко от посёлка Гилазы Хызинского района Астанов, находясь в пассажирском сидении автомобиля, попал в серьёзную автомобильную аварию, в результате которой у него ломается позвоночник. После двух лет лечения и реабилитации выясняется, что 28-летнему Астанову придётся провести остаток жизни в инвалидной коляске. Для лечения Астанов ездил в санаторий в Украине, который специализируется на переломах позвоночника. Здесь он пообщался с казахстанскими паралимпийцами, которые посоветовали ему заняться спортом. Они сказали Астанову, что в Азербайджане есть рекордсмен мира по имени Олохан Мусаев. Эльвин тогда не знал Олохана Мусаева и вообще мало что знал о паралимпийском движении, так как его это не интересовало из-за лечения. Вернувшись на Родину, Астанов обратился в Национальный паралимпийский комитет и его отправили к тренеру по лёгкой атлетике Бахтияру Зейналову.
С 2013 года Асланов занимался метанием копья под началом тренера Октая Шахтахтинского. С лета же 2019 года он занимается толканием ядра под началом призёра двух Паралимпйских игр Владимира Зайца.
В июле 2019 года выиграл серебряную медаль в метании копья на Гран-при в Тунисе, показав результат в 20,08 м. В ноябре этого же года выступил на чемпионате мира в Дубае в метании копья.
В июне 2021 года с результатом в 8,23 выиграл чемпионат Европы по толканию ядра в польском городе Быдгощ.
В августе 2021 года на летних Паралимпийских играх в Токио Эльвин Астанов завоевал золотую медаль в толкании ядра. Астанов стартовал седьмым и уже во второй попытке стал лидером с результатом в 8,48 м. В следующих попытках Астанов улучшил свои результаты, сначала на 8,62, а потом на 8,77 м. Последний результат стал рекордом Паралимпийских игр. Последующим двум атлетам не удалось улучшить результат Астанова и азербайджанский спортсмен на дебютных для себя Паралимпийских играх завоевал золотую медаль, которая стала восьмой для паралимпийской сборной Азербайджана в Токио. Распоряжением президента Азербайджанской Республики Ильхама Алиева Эльвин Астанов за высокие достижения на XVI летних Паралимпийских играх в Токио и заслуги в развитии азербайджанского спорта был награждён орденом «Слава».

## Ссылка
- Профиль на сайте olympics.com